# Барабінська ТЕЦ
Барабінська ТЕЦ — теплова електростанція у Новосибірській області Росії.
ТЕЦ запланували звести в Барабінську з метою живлення центральної частини залізниці Омськ — Новосибірськ, проте у підсумку майданчик перенесли на кілька кілометрів північніше до міста Куйбишев. В 1954—1955 роках тут ввели в дію першу та другу черги у складі чотирьох парових турбін потужністю по 25 МВт, щонайменше одна з яких була виготовлена Брянським машинобудівним заводом та належала до типу К-25-90, а одна була постачена Уральским турбінним заводом та належала до типу ПТ-25-90 (станційний номер 4). Живлення турбін забезпечували чотири парові котли типу ТП-170 продуктивністю по 170 тонн пари на годину.
В 1958 ТЕЦ підсилили третьою чергою, яка мала два парові котли від типу ТП-230 продуктивністю по 230 тонн пари на годину та дві парові турбіни потужність по 50 МВт, щонайменше одна з яких була виготовлена Ленінградським металічним заводом та належала до типу К-50-90.
Таким чином, на кінець 1950-х загальна потужність ТЕЦ досягнула 200 МВт і надалі шляхом модернізації обладнання була доведена до показника у 217 МВт.
Для збільшення теплової потужності ТЕЦ в 1984-му доповнили двома водогрійними котлами типу КВГМ-50 продуктивністю по 50 Гкал/год.
З плином часу унаслідок зносу були виведені з експлуатації турбіни № 3 та № 6, крім того, турбіни № 1 та № 2 були переноміновані до рівня К-17-90-1 зі зменшенням потужності до 17 МВт, а турбіна № 5 була переномінована до рівня К-25-90 зі зменшенням потужності до 25 МВт.
В 2003-му ввели в дію нову турбіну № 3 потужністю 30 МВт, яка була постачена Ленінградським металічним заводом та належать до типу ПТ-34-8,8.
Станом на початок 2023-го турбіна № 1 також вже була виведена з експлуатації, так що загальна потужність ТЕЦ зменшилась до 97 МВт. Також був виведений з експлуатації один енергетичний котел.
Великим споживачем виробленої ТЕЦ теплової енергії є завод «Анозит» — єдиний в Росії виробник перхлорату амонію (основний компонент твердих ракетних палив).
Як паливо ТЕЦ використовує вугілля.
Для видалення продуктів згоряння призначені два димарі заввишки 100—105 метрів. Також поряд звели димар висотою 210 метрів, проте він не використовується і поставлений на консервацію.
Для технологічних потреб використовують воду із річки Ом.
Видача продукції відбувається по ЛЕП, що працюють під напругою 220 кВ та 110 кВ.